# Жовна Олександр Юрійович
Олекса́ндр Ю́рійович Жо́вна (15 лютого 1960, Новомиргород Кіровоградської області) — український педагог, письменник, кіносценарист, та режисер. Член Національної спілки письменників України і Національної спілки кінематографістів України. Заслужений діяч мистецтв України (2008).

## Біографія
Олександр Юрійович Жовна народився 15 лютого 1960 року в місті Новомиргород Кіровоградської області. 1982 року закінчив Київський педагогічний інститут імені Горького (нині — Національний педагогічний університет імені Михайла Драгоманова). Під час навчання в університеті чоловік займається написанням книжок.
Автор книжок «Партитура на могильному камені», «Вдовушка», «Експеримент», «Маленьке життя», "Її тіло пахло зимовими яблуками", "Історія Лізи", "Малюнки з минулого", "L", "Дивовижні історії", "Солодка іллюзія життя". Твори Жовни видано в Токіо та Нью-Йорку.
За оповіданнями Олександра Жовни «Партитура на могильному камені», «S. H. Second hand», «Експеримент» знято фільми «Партитура на могильному камені» (1995), «Second hand» (обидва — режисер Ярослав Лупій), «Ніч світла» (режисер — Роман Балаян).

2008 року Олександр Жовна дебютував як режисер, екранізувавши власну драму «Маленьке життя». Стрічка взяла участь у кінофестивалях «Покров» та «Молодість», а 20 листопада 2008 року відбулася її благодійна презентація в Будинку кіно Києва в рамках соціального проекту «Народний кінозал» Групи компаній «Фокстрот».
Фільм " Милі мої українці" 2015. Визначений Національною спілкою кінематографістів України, як кращий фільм року та висунутий на здобуття Шевченківської премії.
Художній фільм Олександра Жовни «Історія Лізи» 2019. Вперше в історії України придбала відома американська компанія НВО та показала фільм в 14 країнах Європи. Світова прем’єра фільму відбулася В Індії на ювілейному міжнародному кінофестивалі в Калькутті. https://www.youtube.com/watch?v=SeHhCZjYi-A  (офіційний тізер)
Художній фільм Олександра Жовни «Сашенька» 2022. Запрошений до участі в основних програмах престижних міжнародних кінофестивалів Європи та Америки.
Світова прем’єра відбулася на кінофестивалі класу А «Темні ночі» Таллін.
Велика азійська прем’єра з успіхом пройшла в Південній Кореї.
https://www.youtube.com/watch?v=LBZqoQZ3Rz0  (офіційний тізер) 
Ім’я Олександра Жовни внесене до енциклопедії визначних особистостей ХХ століття.

Олександра Жовну дехто порівнює з Антоном Чеховим[джерело?]. Твори кожного з цих письменників глибоко психологічні, прості та щемливі, зрозумілі дорослим і дітям. Чехов ділив себе між театром та прозою, а Жовна пише прозу, яка легко проектується на кіноплівку.
Залишаючись помітною фігурою у сучасній українській культурі, Жовна майже 30 років працює педагогом у Новомиргородському інтернаті для розумово відсталих дітей, свідомо відмовляється від переїзду до Києва. На запитання, що його тримає на такій непростій роботі, — відповідає: «Тут починаєш вчитися відчувати серцем. Ці люди — з маленьким розумом, але з дуже великим серцем».

## Фільмографія
- «Маленьке життя» (2008, короткометражний художній, 58 хв.)
- «Милі мої українці» (2014, короткометражний художньо-документальний, 50 хв.)[6]
- «Історія Лізи»[7] (2019, повнометражний художній, 90 хв.)
- «Сашенька»[d][8][9][10][11][12][13] (2022, повнометражний художній, 130 хв.)

## Літературні нагороди
19 серпня 2008 року надано звання «Заслужений діяч мистецтв України» — «за значний особистий внесок у соціально-економічний, культурний розвиток Української держави, вагомі трудові досягнення та з нагоди 17-ї річниці незалежності України» .
Олександр Жовна — лауреат кількох літературних премій, зокрема на Всеукраїнському конкурсі романів і кіносценаріїв «Коронація слова» 2000 року здобув диплом за кіносценарій «Дорога», 2001 року — за сценарій «Експеримент», 2003 року — за сценарій «Вдовушка».